# Apiospora bambusae
Apiospora bambusae är en svampart som först beskrevs av Turconi, och fick sitt nu gällande namn av Sivan. 1983. Apiospora bambusae ingår i släktet Apiospora och familjen Apiosporaceae.   Inga underarter finns listade i Catalogue of Life.